# John Harley
John Harley, auch als Juan Harley geführt (* 5. Mai 1886 in Glasgow, Schottland; † 15. Mai 1960), war ein uruguayischer Fußballspieler und -trainer.

## Spielerkarriere

### Verein
Der „Yoni“ genannte Harley wanderte 1906 von Schottland nach Argentinien aus. Zunächst arbeitete er bei der Eisenbahn in Bahía Blanca und zog dann nach Rosario de Santa Fe. Über Buenos Aires, wo er 1908 beim Eisenbahnunternehmen Ferrocarril Oeste beschäftigt war und für die gleichnamige Mannschaft Ferrocarril Oeste spielte und am 15. Oktober 1908 in einem mit 0:5 verlorenen Freundschaftsspiel in Caballito/Buenos Aires gegen den Central Uruguay Railway Cricket Club (CURCC) auf dem Platz stand, führte sein Weg schließlich nach Montevideo. Er schloss sich 1909 dem Vorgängerverein des Club Atlético Peñarol, dem CURCC, an. Zu jenem Zeitpunkt arbeitete der gebürtige Schotte in den Werkstätten von Peñarol als Zeichner für Central Uruguay Railway. Dort war er 37 Jahre seines Lebens beschäftigt. Für den CURCC spielte er bis 1911 und erneut 1913. Anschließend war er noch bis ins Jahr 1919 für Peñarol aktiv. Von 1909 bis 1916 war er Mannschaftskapitän. 1920 beendete der unter Kurzsichtigkeit leidende Harley seine Karriere. Er agierte bei den Aurinegros in der Rolle des zentralen Halb und gehörte durchgängig der Stammformation an. Lediglich 1916 teilte er sich die Einsatzzeiten mit Juan Delgado. Sein Mitspieler José Piendibene bezeichnete Harley im Jahre 1951 als den besten zentralen Halb, den es je gegeben habe. Mit dem CURCC gewann er 1911 die uruguayische Meisterschaft. Auch mit Peñarol sicherte er sich 1918 den Titel in der Primera División.

### Nationalmannschaft
Harley war Mitglied der A-Nationalmannschaft Uruguays. Von seinem Debüt am 19. September 1909 bis zu seinem letzten Einsatz am 1. Oktober 1916 absolvierte er nach Angaben der RSSSF 17 Länderspiele. Ein Länderspieltor erzielte er nicht. Er nahm mit der Celeste an der als Copa Centenario Revolución de Mayo bezeichneten Südamerikameisterschaft 1910 teil. 1913 und 1915 gewann er mit der Nationalelf die Copa Newton. Zudem kam er bei drei weiteren inoffiziellen Länderspielen am 30. April 1911, 25. Februar 1912 und 28. September 1913 jeweils gegen Argentinien zum Einsatz.

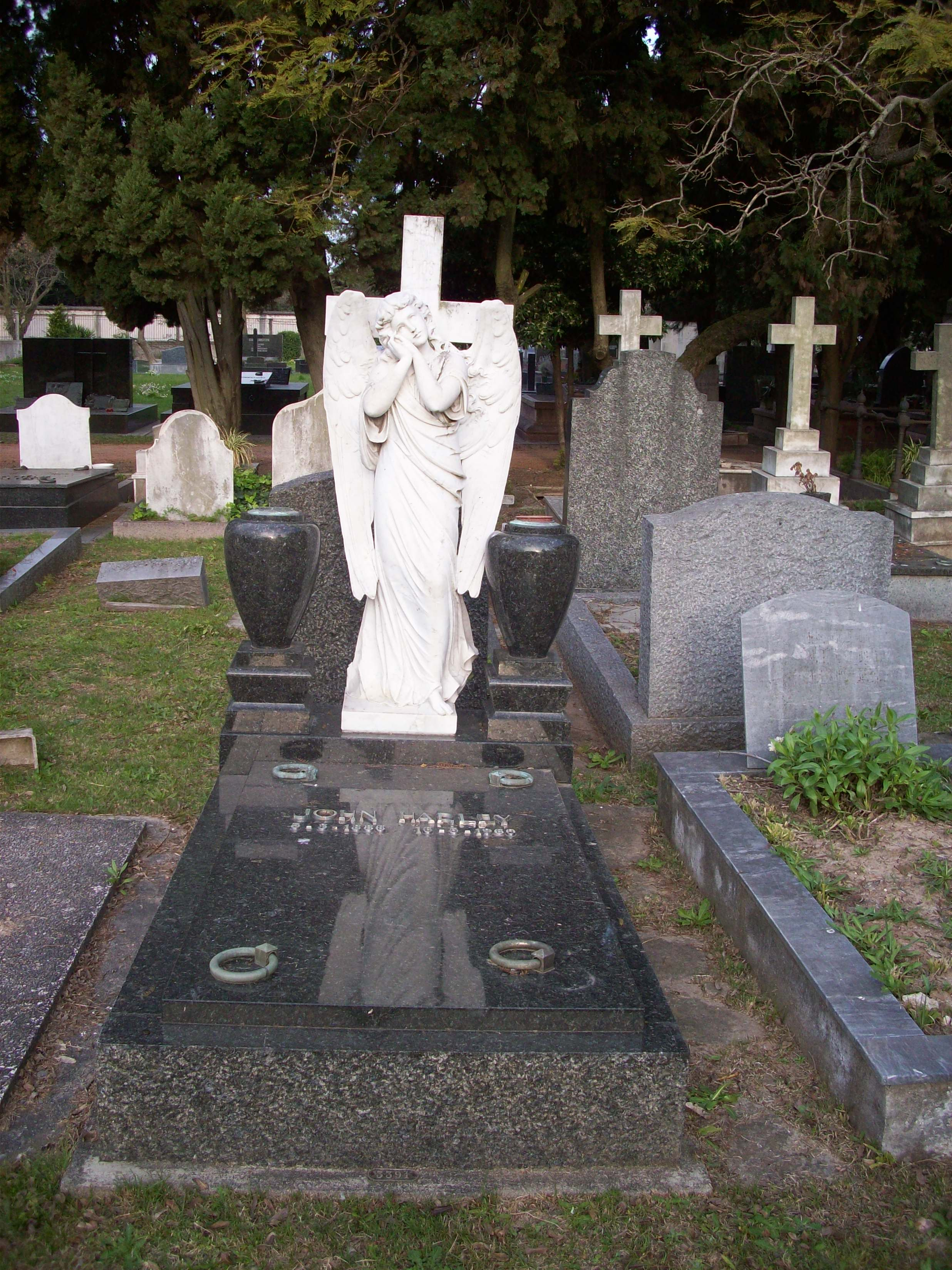
Grab von John Harley

### Erfolge
- Uruguayischer Meister: 1911, 1918
- Copa Newton: 1913, 1915

## Trainertätigkeit
1942 wirkte er auch als Trainer Peñarols.